# Saison 7 de Billions
 (mars 2025).
Cet article présente le guide des épisodes de la septième saison de la série télévisée américaine Billions.

## Distribution[1]
- Paul Giamatti (Chuck Rhoades)
- Corey Stoll (Mike Prince)
- Maggie Siff (Wendy Rhoades)
- David Costabile (Mike "Wags" Wagner)
- Asia Kate Dillon (Taylor Mason)
- Condola Rashad (Kate Sacker)
- Jeffrey De Munn (Chuck Rhoades Sr.)
- Sakina Jaffrey (Daevisha "Dave" Mahar)
- Daniel Breaker (Roger "Scooter" Dunbar)
- Damian Lewis (Bobby Axelrod)
- Toney Goins (Philip Charyn)

## Épisodes
La saison comporte 12 épisodes.